# Martin Klebba
Martin Klebba, né le 23 juin 1969 à Troy, dans le Michigan, est un acteur et cascadeur américain.

## Biographie
Martin Klebba est nain et mesure 1,24 m. Il détient d'ailleurs depuis 1994 le record du 100 m des petites personnes avec 13s84.[réf. nécessaire]
Il est plus particulièrement connu pour son rôle dans quatre des films Pirates des Caraïbes et celui de Randall, l'ami du concierge dans la série américaine Scrubs. Il a également un rôle récurrent dans la série de super-héros de NBC The Cape en 2011.
Il fait également une apparition dans le clip "Truth" du groupe de rock post-grunge sud-africain Seether.

## Filmographie partielle
- 2001 : La planète des singes (Planet of the Apes) de Tim Burton
- 2001 : Blanche-Neige (Snow White: The Fairest of Them All) de Caroline Thompson (TV) : Vendredi, le nain bleu
- 2003 : Pirates des Caraïbes : La Malédiction du Black Pearl (The Curse of the Black Pearl) de Gore Verbinski : Marty
- 2003 : En sursis (Cradle 2 the Grave) de Andrzej Bartkowiak : le commentateur du combat en cage
- 2004-2009 : Scrubs : Randall Winston (8 épisodes)
- 2005 : Americano de Kevin Noland : Matador
- 2006 : Pirates des Caraïbes : Le Secret du coffre maudit (Dead Man's Chest) de Gore Verbinski : Marty
- 2007 : Pirates des Caraïbes : Jusqu'au bout du monde (At World's End) de Gore Verbinski : Marty
- 2008 : Hancock de Peter Berg : Un détenu de la prison
- 2010 : Bones de Hart Hanson : Iron leprechaun
- 2012 : Blanche-Neige (Mirror, Mirror) de Tarsem Singh : le boucher
- 2012 : Projet X (Project X) de Nima Nourizadeh : le nain dans le four
- 2013 : Le Loup de Wall Street (The Wolf of Wall Street) de Martin Scorsese : Frank Berry
- 2014 : Le Chaos (Left Behind) de Vic Armstrong : Melvin Weir
- 2017 : Pirates des Caraïbes : La Vengeance de Salazar (Pirates of the Caribbean: Dead Men Tell No Tales) de Joachim Rønning et Espen Sandberg : Marty
- 2019 : La Légende du dragon d'Oleg Stepchenko : le capitaine du bateau
- 2021 : Pacific Rim: The Black : Spyder
- 2024 : The Electric State d'Anthony et Joe Russo
- 2025 : Blanche-Neige de Marc Webb : Grincheux